# Euphorbia arabica
Euphorbia arabica là một loài thực vật có hoa trong họ Đại kích. Loài này được Hochst. & Steud. ex T.Anderson mô tả khoa học đầu tiên năm 1860.